# Copyleft

Una letra C invertida «🄯», símbolo sin reconocimiento legal, es el más común como contrapartida del símbolo copyright.

El copyleft (a veces traducido como izquierdo de autor o izquierdo de copia) es una práctica legal que consiste en el ejercicio del derecho de autor (copyright en inglés) con el objetivo de propiciar el libre uso y distribución de una obra, exigiendo que los concesionarios preserven las mismas libertades al distribuir sus copias y derivados. Los autores pueden aplicar una licencia con copyleft a programas informáticos, obras de arte, textos o cualquier tipo de trabajo creativo que sea regido por el derecho de autor.
El copyleft es propuesto como alternativa y defensa contra las restricciones al público en las que normalmente incurren los editores y la industria del entretenimiento. Se pretende así que quienes poseen los derechos patrimoniales de una obra la ofrezcan mediante una licencia libre; al mismo tiempo que una cláusula adicional (el copyleft en sí) protege los derechos ofrecidos en la licencia de intentos subsecuentes de privatización por parte del público (mientras la obra no pase al
dominio público). Las licencias con copyleft son entonces una de las
categorías principales de licencia libre; en contraste con las llamadas
licencias permisivas o sin copyleft, y en
contraste con el dominio público.
El término surge en la comunidad del software libre como un juego de palabras en torno a copyright: «derecho de autor» en inglés
(literalmente «derecho de copia») con otro sentido, el de left (pretérito y participio del verbo «dejar», literalmente «dejada-copia»).
Left también corresponde al concepto de «izquierda», en contraste con right, que es derecho. (Véase la sección de  Etimología).
La Licencia Pública General de GNU (GNU GPL por sus siglas en inglés) proviene de la primera licencia con copyleft, escrita por Richard Stallman, y continúa siendo la favorita entre las licencias de software libre y código abierto.
Creative Commons, una organización sin
fines de lucro fundada por Lawrence Lessig, también ofrece entre sus
licencias disponibles al uso general una provisión análoga denominada
share-alike o «compartir igual», en referencia a que hay que compartir todo derivado con la misma licencia que el original.

## Historia
Pese a que hoy en día el concepto se aplica a una amplia variedad de campos como la producción literaria o la cinematográfica, su origen se encuentra en la década de los setenta en el incipiente desarrollo de software para la todavía embrionaria industria informática.
Por aquel entonces Richard Stallman estaba elaborando un intérprete de Lisp que interesó a la compañía Symbolics. Este accedió a proporcionarles una versión del intérprete bajo dominio público, sin restricciones iniciales. Más tarde, la empresa amplió y mejoró el software original, pero cuando Stallman quiso acceder a dichas modificaciones, la compañía se las negó.
Fue entonces, en 1984, cuando Stallman decidió ponerse a trabajar para erradicar este tipo de comportamiento, al que bautizó con el nombre de «acaparamiento del software» (software hoarding).
Como a Stallman le pareció poco viable a corto plazo eliminar las leyes del copyright así como las injusticias que consideraba provocadas por su perpetuación, decidió trabajar dentro del marco legal existente y creó así su propia licencia de derechos de autor, la Licencia Pública General de GNU (GPL). Según el proyecto GNU:

La forma más simple de hacer que un programa sea libre es ponerlo en el dominio público, sin derechos reservados. Esto le permite compartir el programa y sus mejoras a la gente, si así lo desean. Pero le permite a gente no cooperativa convertir el programa en software privativo. Ellos pueden hacer cambios, muchos o pocos, y distribuir el resultado como un producto privativo. Las personas que reciben el programa con esas modificaciones no tienen la libertad que el autor original les dio; el intermediario se las ha quitado. En el proyecto GNU, nuestro objetivo es el dar a todo usuario la libertad de redistribuir y cambiar software GNU. Si los intermediarios pudieran quitar esa libertad, nosotros tendríamos muchos usuarios, pero esos usuarios no tendrían libertad. Así en vez de poner software GNU en el dominio público, nosotros lo protegemos con Copyleft. Copyleft dice que cualquiera que redistribuye el software, con o sin cambios, debe dar la libertad de copiarlo y modificarlo más. Copyleft garantiza que cada usuario tiene libertad.
Richard Stallman

Por primera vez se recogía el derecho a que el titular de los derechos de autor pudiera transferir de forma permanente y a obras derivadas surgidas, el máximo número de derechos posibles a aquellos que reciban una copia del programa. Es decir, impedir jurídicamente al material ofrecido en estos términos que en un futuro se pueda apropiar parte de él a derechos de autor. Aunque es la primera licencia copyleft, será posteriormente, con nuevas licencias inspiradas en esta y con la popularización del software libre cuando se empezaría a hacer frecuente este término.
En el año 2006 el término Copyleft fue recogido por primera vez en una sentencia judicial. La SGAE española demandó a la Asociación Cultural Ladinamo en reclamación de comunicación pública de música que se emitía en su local. El Juzgado de lo Mercantil n.º 5 de Madrid absolvió a Ladinamo de la reclamación de la SGAE ya que la misma solo utilizaba música Copyleft.

## Métodos de aplicación
La práctica habitual para conseguir este objetivo de explotación sin trabas, copia y distribución de una creación o de un trabajo (y sus derivados) es la de ofrecerlo junto con una licencia o contrato. Esta debería estipular que cada propietario de una copia del trabajo pudiera:
1. Usarla sin ninguna limitación, completamente libre de uso según Richard Stallman.[15]
2. Libertad de estudio (ver cómo está hecho el trabajo) y modificarlo como usted desee. Por ejemplo editar el código fuente de un programa.[15]
3. (Re)distribuir cuantas copias desee.
4. La libertad de distribuir copias de sus versiones modificadas a terceros. Permite a los demás usuarios ver las versiones modificadas de la comunidad.[15]

Estas cuatro libertades básicas, sin embargo, no son suficientes aún para asegurar que una obra derivada sea distribuida bajo las mismas condiciones no restrictivas: con este fin, la licencia debe asegurar que el propietario del trabajo derivado lo distribuirá bajo el mismo tipo de licencia
Otras condiciones de licencia adicionales que podrían evitar posibles impedimentos a las tres libertades básicas anteriores son:
- Las condiciones de la licencia copyleft no pueden ser revocadas;
- El trabajo y sus derivados son siempre puestos a disposición de manera que se facilite su modificación. Por ejemplo, en el software, esta facilidad suele asociarse a la disponibilidad del código fuente, donde incluso la compilación de dicho código debería permitirse sin ninguna clase de impedimento.
- Idear un sistema más o menos obligatorio para documentar adecuadamente la creación y sus modificaciones, por medio de manuales de usuario, descripciones, etc.

En la práctica, para que estas licencias copyleft tuvieran algún tipo de efecto, necesitarían hacer un uso creativo de las reglas y leyes que rigen los derechos de autor, p.e., cuando nos referimos a las leyes del copyright (que es el caso más común), todas las personas que, de alguna manera, han contribuido al trabajo con copyleft se convertirían en (co) titulares de los derechos de autor, pero, al mismo tiempo, si nos atenemos a la licencia, también renunciarían deliberadamente a algunos de los derechos que normalmente se derivan de los derechos de autor, por ejemplo, el derecho a ser el único distribuidor de las copias del trabajo.
Aunque depende de las leyes que rigen los derechos de autor, que pueden ser diferentes de un país a otro, la licencia final, que no es más que un método para alcanzar los objetivos del copyleft, también puede diferir de un país a otro. Por ejemplo, en algunos países puede ser aceptable vender un producto software sin ninguna garantía, al estilo de la licencia GPL (véanse los artículos 11 y 12 de la versión 2 de la licencia GPL), mientras que en la mayoría de países europeos no es posible que un distribuidor de software se desentienda de todas las garantías vinculadas a un producto vendido, razón por la cual el alcance de dichas garantías es descrito explícitamente en la mayoría de licencias copyleft europeas (la licencia CeCILL, permite usar la GPL - artículo 5.3.4 de CeCILL - en combinación con una garantía limitada - artículo 9).

## Etimología

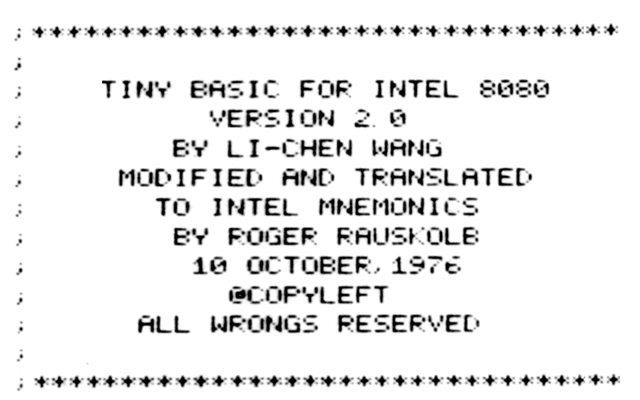
El uso en 1976 del "Copyleft - All Wrongs Reserved", en el código fuente del Tiny BASIC escrito por Li-Chen Wang. "Todos los Errores Reservados" del Copyleft es una alusión a "Todos los Derechos Reservados" del Copyright

Según algunas fuentes,[¿cuál?] el término copyleft proviene de un mensaje contenido en el programa Tiny BASIC, una versión de BASIC distribuida libremente y escrita por el Doctor Li-Chen Wang a finales de los años setenta. El listado del programa contenía las frases "@COPYLEFT" y "TODOS LOS ERRORES RESERVADOS", en contraposición a "copyright" y "todos los derechos reservados", términos estos usados habitualmente en los textos de derechos de autor.
Richard Stallman asegura que la palabra proviene de Don Hopkins, al que considera un compañero muy imaginativo, el cual le envió en 1984 o 1985 una carta en la que podía leerse: Copyleft-quedan revocados todos los derechos  (Copyleft-all rights reversed). El término copyleft con la anotación revocados todos los derechos fue utilizado también a principios de los años setenta dentro del Principia Discordia, texto que tal vez inspirara a Hopkins.
Hay algunos problemas con la definición del término copyleft que contribuyen a crear controversia a su alrededor. El término, en su origen un nombre, se creó como una transformación chistosa o parodía del término copyright, queriendo abarcar los términos de la GPL creada por Stallman como parte de su trabajo para la Free Software Foundation. Los vocablos en inglés right y left, derecha e izquierda respectivamente, acentúan la diferencia entre copyleft y copyright. La traducción propuesta, izquierdo de autor o izquierdos de autor, intenta mantener este sentido en contraste con los derechos de autor o el derecho de autor. Curiosamente, left también se puede traducir como dejado o abandonado, mientras que right es derecho o correcto.
Así, el hecho de que un programa esté cubierto por el copyleft se considera prácticamente lo mismo que poner dicho programa bajo GPL (siendo el estándar de facto de todos los tipos de licencias surgidas posteriormente y difundidas como copyleft). Cuando se utiliza como verbo, su significado es menos preciso y puede referirse a cualquiera de entre una variedad similar de licencias, o incluso a una teórica licencia imaginaria para propósitos de discusión. Véase también la siguiente sección, que entra en detalle sobre algunos aspectos de la definición.

## Tipos y relación con otras licencias

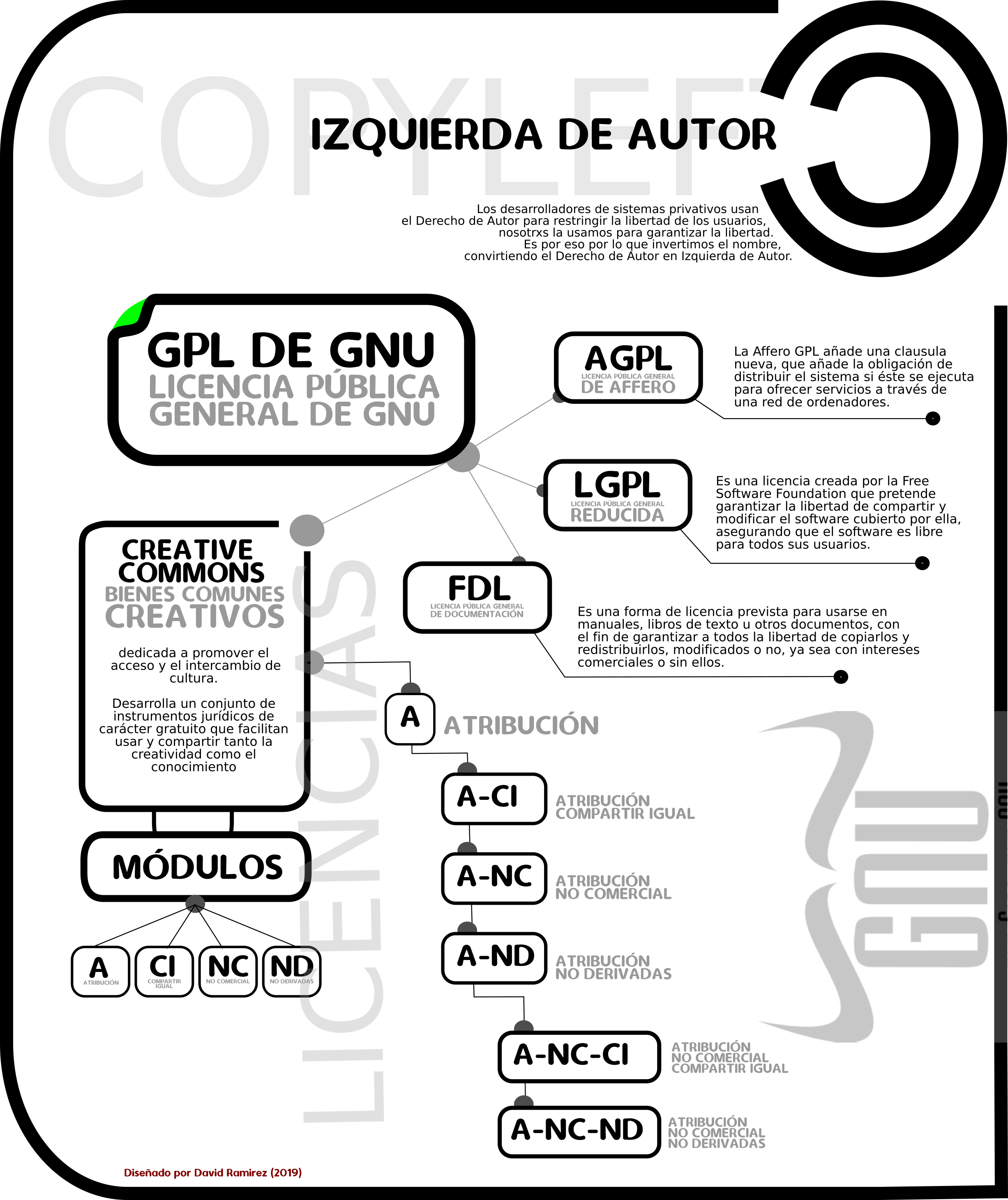
Comparación: Licencias Libres o Izquierda de Autor

### Software de código abierto
Algunos han querido ver el copyleft como una piedra de toque en el conflicto ideológico entre el movimiento del código abierto y el movimiento del software libre. Por un lado, Eric Raymond, fundador de la Open Source Initiative, manifestó en 2005 que «ya no necesitamos la GPL». Por otro lado, las licencias publicadas por la Free Software Foundation son únicamente licencias copyleft.
Sin embargo, es difícil caracterizar al copyleft como punto de discordia entre las dos posturas filosóficas, ya que en la práctica ambas aceptan las licencias copyleft y no copyleft por igual:
- Ambos tipos de licencias aparecen en las respectivas listas de licencias admitidas por la Free Software Foundation [19] y por la Open Source Initiative.[20]
- El primer consejero legal de la OSI, Larry Rosen, es el autor de una licencia copyleft, la Open Software License.[21]
- El Licensing Howto [22] de la OSI reconoce la GPL como una best practice (práctica recomendable).
- La propia Free Software Foundation publica parte de los programas de su Proyecto GNU bajo licencias no copyleft.[23]
- El propio Richard Stallman ha apoyado el uso de licencias no copyleft para determinados proyectos, como en el caso del cambio de licencia del proyecto Ogg Vorbis.[24]

### Fuerte y débil
El copyleft que rige un trabajo se considera "más fuerte" cuanto mayor es la eficiencia con la que hace cumplir las condiciones de la licencia a todos los tipos de trabajos derivados. El "copyleft débil" hace referencia a las licencias que no se heredan a todos los trabajos derivados, dependiendo a menudo de la manera en que estos se hayan derivado.
Este último tipo de licencias es el que se utiliza generalmente para la creación de bibliotecas de software, con el fin de permitir que otros programas puedan enlazar con ellas y ser redistribuidos, sin el requerimiento legal de tener que hacerlo bajo la nueva licencia copyleft. Solamente se requiere distribuir los cambios sobre
el software con "copyleft débil", no los cambios sobre el software que enlaza con él. Esto permite a programas con cualquier licencia ser compilados y enlazados con bibliotecas con copyleft tales como glibc (una biblioteca estándar requerida por muchos programas) y ser redistribuidos después sin necesidad de cambiar la licencia.
Ejemplos de licencias de software libre que utilizan copyleft "fuerte" son la Licencia Pública General de GNU y la Licencia Pública Q. Por otra parte, entre las licencias de software libre que usan copyleft "débil" tenemos la Licencia Pública General Reducida de GNU (LGPL) y la Licencia Pública de Mozilla. Ejemplos de licencias de software libre que no son copyleft son la licencia X11 y las licencias BSD.

### Completo y parcial
El copyleft "completo" y "parcial" tiene que ver con otra cuestión: El copyleft completo es aquel que permite que todas las partes de un trabajo (excepto la licencia) sean modificadas por sus sucesivos autores. El copyleft parcial implica que algunas partes de la propia creación no están expuestas a su modificación ilimitada, o visto de otro modo, que no están completamente sujetas a todos los principios del copyleft, p.e..

### Compartir-Igual
Muchas licencias del tipo compartir-por-igual (share-alike) son licencias copyleft parciales (o no completas). El concepto de compartir-igual implica, sin embargo, que cualquier libertad otorgada sobre el trabajo original (o sus copias) se mantiene intacta en cualquier trabajo derivado: esto implica además que cualquier licencia copyleft completa es automáticamente una licencia de tipo compartir-por-igual (¡pero no al contrario!). En lugar de usar la consigna "todos los derechos reservados" propia del copyright, o la de "todos los derechos invertidos", del copyleft completo, las licencias compartir-igual suelen usar el lema de "algunos derechos reservados". Ciertas combinaciones de la licencia Creative Commons, o en el caso de la música, las Licencias de Música Libre (LML) son un ejemplo de licencia del tipo compartir-por-igual.

## Ideología
Para mucha gente, es una técnica que utiliza los derechos de autor como medio para subvertir las restricciones impuestas tradicionalmente por el copyright sobre la diseminación y el desarrollo del conocimiento. Con este enfoque, el copyleft es principalmente una herramienta en una operación de mayor envergadura: la intención es invertir permanentemente dichas restricciones.
Aunque el copyleft no es un término reconocido por la ley, sus defensores lo ven como una herramienta legal en un debate político e ideológico sobre las obras intelectuales. Algunos ven en el copyleft un primer paso para suprimir cualquier tipo de ley relacionada con el copyright. En el dominio público, la ausencia de una protección como la que ofrece el copyleft deja al software en un estado desprotegido. Los desarrolladores no tendrían ningún problema pues en difundir y vender binarios sin documentación y sin proporcionar el código fuente. Si se abolieran las leyes del copyright, y a falta de otros medios, no habría manera de hacer cumplir una licencia copyleft, aunque también sería menos necesario
Muchas licencias de software libre, como las que utilizan los sistemas operativos BSD, el Sistema de Ventanas X y el servidor web Apache, no son licencias copyleft puesto que no exigen al titular de la licencia la distribución de los trabajos derivados bajo la misma licencia. En la actualidad, se debate sobre qué licencia proporciona mayor grado de libertad. En este debate se consideran cuestiones complejas como la propia definición de libertad y qué libertades son más importantes. A veces se dice que las licencias copyleft tratan de maximizar la libertad de todos aquellos destinatarios potenciales en el futuro (inmunidad contra la creación de software privativo), mientras que las licencias de software libre sin copyleft maximizan la libertad del destinatario inicial (libertad para crear software privativo). Con un enfoque similar, la libertad del destinatario (que es limitada por el copyleft) puede distinguirse de la libertad del propio software (la cual es garantizada por el copyleft).

## El efectovírico
Algunos oponentes del copyleft sin formación legal, afirman que el simple hecho de usar una sola línea de código copyleft en un proyecto de millones de líneas de código sin copyleft, convierte automáticamente este último en código copyleft. Se puede ver entonces que este comportamiento es similar al de un virus informático o biológico, el cual infecta una entidad mucho mayor a pesar de que sus dimensiones son pequeñas en comparación.[cita requerida]
Sin embargo, dicha reclamación es incorrecta por dos motivos. En primer lugar, en la mayoría de jurisdicciones es improbable que una sola línea de código sea considerada suficiente para justificar la protección del copyright. En segundo lugar, incluso cuando el código que se incluye en un proyecto es lo suficientemente importante para justificar la protección del copyright, el resto del código nunca pasará a tener automáticamente una licencia copyleft. Lo que ocurrirá es que no será legal distribuir el trabajo derivado, a menos que el propietario del trabajo que recibe el código copyleft lo ponga bajo una licencia compatible (que no tiene por qué ser necesariamente una licencia copyleft). Si el trabajo es distribuido de todos modos, esto será considerado una simple violación del copyright, y no afectará para nada a la licencia del trabajo.[cita requerida]
De manera adicional, algunas licencias copyleft populares como la GPL incluyen una cláusula que especifica que los componentes con copyleft pueden interactuar con componentes sin copyleft siempre que la comunicación sea relativamente simple, como por ejemplo ejecutar una herramienta de línea de órdenes mediante una sencilla estructura de control. Como consecuencia, incluso si un módulo de un producto con intenciones de no aplicar copyleft está puesto bajo GPL, todavía existe una posibilidad legal para que otros componentes se comuniquen con él de una forma restringida.[cita requerida]

## Fuera del contexto delsoftware

### Arte y documentación
El copyleft también ha inspirado a las artes, con movimientos emergentes como la Libre Society y los sellos discográficos open-source. Por ejemplo, la Licencia Arte Libre es una licencia copyleft que puede ser aplicada a cualquier obra de arte.
Entre las licencias copyleft para materiales ajenos al software tenemos las licencias Creative Commons (international nonprofit organization) organizationcompartir-igual y la Licencia de Documentación Libre de GNU (abreviada como GNU FDL, GFDL, o FDL). La licencia GFDL puede utilizarse para proteger con copyleft aquellos trabajos que no tienen código fuente distinguible (aunque el requisito que establece la GPL de liberar el código fuente no tiene mucho sentido cuando se trata de trabajos donde no se puede distinguir entre código compilado, código objeto, código ejecutable o código binario). La licencia GFDL sí que distingue entre una "copia transparente" y una "copia opaca", usando una definición diferente a la dada por la GPL para "código fuente" y "código objeto".
Merece la pena destacar que para que el copyleft tenga sentido, requiere de alguna manera que exista un espacio donde sea algo común el poder hacer copias baratas de forma sencilla (ficheros de ordenador o fotocopias, etc.), o, poniéndolo de otro modo, donde uno pueda ofrecer algo sin "perder" ese algo (como el conocimiento): p.e., el copyleft es más difícil de poner en práctica en aquellas artes que se caracterizan por la producción de objetos únicos, que no pueden ser copiados tal como son (a menos que no se tema por la integridad del trabajo original). Se puede ilustrar esta idea con el siguiente ejemplo: suponga que hay una exposición pública de algunos cuadros mundialmente famosos, p.e., algunas de las muchas copias y trabajos derivados que Andy Warhol hizo de sus propias obras de arte, y suponga que alguien que tiene acceso a esos
cuadros (sin tener plena propiedad de los derechos de estos), decide "mejorarlos" con algunos efectos pictóricos de su gusto (sin olvidar la correspondiente firma con pintura en aerosol). Dada esta situación, no habría manera (legal) de detener a este tipo si le puede considerar el titular bajo copyleft completo de dichas obras.
Este y otros ejemplos parecen señalar que el copyleft no es la piedra filosofal definitiva capaz de resolver todos los asuntos relacionados con los derechos de autor de una vez por todas: especialmente en el arte, que posee también una tradición de creación como un proceso solitario (junto con, pero de manera separada, una tradición de creatividad cooperativa), las obras "dirigidas a la comunidad" no es lo que se desea en todos los casos.
Las licencias copyleft para el arte son conscientes generalmente de tales limitaciones, por lo que difieren de las licencias copyleft para el software. Algunas diferencias consisten, p.e., en distinguir entre la obra original y las copias (donde algunas condiciones imprescindibles del copyleft son aplicables solamente a las copias) o en descansar sobre ideas que son menos objetivas a la hora de poner en práctica (más como declaraciones de intenciones), por ejemplo, estipulando que el copyleft sea sujeto de consideración - en el mundo de los programadores la implementación del copyleft constituye en sí misma la máxima consideración que uno puede obtener. En otras palabras: en el arte el copyleft tiene que depender de nociones más generales referentes a los derechos de autor, las cuales son incluso más complejas (y más cambiantes entre países) que las leyes del copyright, como por ejemplo, los derechos morales, intelectuales, etc. A este respecto, existe una iniciativa del Partido Pirata de Estados Unidos llamada Payright donde se plantea que el principal derecho que tiene un creador y que debe ser protegido es poder vivir de su trabajo. Según la filosofía del Payright, las obras deben poder ser descargadas, copiadas, modificadas y reutilizadas, fomentando el acceso a la cultura y la creación de nuevo conocimiento, pero eso no debe ir en perjuicio del creador, ni permitir que otros se lucren aprovechando el trabajo ajeno. Para ello, proponen un sistema de registro de obras que permitiría mantener el crédito de autoría y de ingresos por derechos de autor para los creadores, pero al mismo tiempo permite al consumidor y a otros creadores acceder al conocimiento de forma libre.
Al igual que el sistema de licencias Creative Commons compartir-igual, la GFDL permite a los autores establecer limitaciones en ciertas secciones de su trabajo, dejando exentas a algunas partes de su creación del mecanismo del copyleft completo. En el caso de la licencia GFDL, estas limitaciones incluyen el uso de secciones invariantes, que no pueden ser alteradas por futuros editores. Estos tipos de licencias copyleft parciales pueden ser utilizadas también fuera del contexto del arte: de hecho, ese era el propósito inicial para la GFDL, puesto que fue originalmente concebida como un mecanismo para apoyar la documentación de software (con copyleft). Sin embargo, puede ser utilizada para cualquier tipo de documento.
Muchos artistas aplican copyleft en su trabajo teniendo en mente que aquellos que lo copien y lo modifiquen de algún modo reconocerán el trabajo al artista inicial. Sin embargo, esto puede traer problemas: el trabajo del artista podría utilizarse de manera contraria a su voluntad, p. ej., poniendo una fotografía estándar en un cartel racista. Si el artista es reconocido, será entonces asociado aparentemente con un grupo y una ideología que tal vez no comparta. Asimismo, tampoco hay garantía de que se le atribuya el mérito de su trabajo cuando le gustaría.

### Patentes
Las ideas del copyleft están siendo también sugeridas cada vez más para su aplicación en patentes (y por tanto, dependiendo de un marco legal de patentes en lugar de un marco legal de derechos de autor). Ejemplos de estas iniciativas son los fondos de patentes abiertas que permiten el uso libre de royalties de patentes contribuidas al fondo bajo ciertas condiciones (como renunciar al derecho de solicitar nuevas patentes que no han sido contribuidas a dicho fondo). Sin embargo, esta iniciativa parece no haber despegado, tal vez porque las
patentes son relativamente caras de obtener, mientras que los derechos de autor se obtienen de manera gratuita.
No obstante, puesto que la mayoría de creaciones con copyleft adquieren la característica de copyleft exclusivamente de las leyes del copyright, los mecanismos de patentes pueden amenazar las libertades que otorga el copyleft a dichas creaciones cuando se permite a las leyes de patentes anular a las de copyright, que podría ser el caso de las nuevas reglas referentes a patentes desarrolladas por la Unión Europea a principios del siglo XXI. No parece haber una respuesta fácil a tales amenazas, aunque generalmente se considera que las comunidades que desarrollan productos con copyleft no tienen ni los recursos ni la organización necesaria para los complejos
trámites de patentes.
En el caso de patentes relacionadas con la salud, como puede ser el caso de una vacuna, existen fuertes disputas acerca de la necesidad de adoptar formas más cercanas al copyleft a la hora de registrar los hallazgos para permitir a todos los países garantizar la salud de sus ciudadanos independientemente de su capacidad económica.

## Explotación comercial
La explotación comercial de trabajos con copyleft difiere de la explotación comercial tradicional que se obtiene de los derechos de autor. La explotación de trabajos con copyleft puede conseguirse, por ejemplo, construyendo un modelo de servicios -incluyendo asesoría y soporte- alrededor del trabajo con copyleft. Generalmente, se espera que un negocio "copyleft" genere unos beneficios económicos más bajos que un negocio que utilice trabajos privativos. Las empresas que trabajan con productos privativos pueden generar ingresos exclusivamente con las ventas, las licencias individuales y transferibles, y los lucrativos litigios sobre derechos del trabajo.

### Nuevos productos
La competitividad de los trabajos con copyleft en los negocios puede parecer excesivamente débil, siendo incapaz de generar inversiones para investigación y desarrollo, ni de acaparar exclusivamente los beneficios obtenidos del resultado. Económicamente, el copyleft se considera el único mecanismo capaz de competir con las empresas monopolísticas que dependen de la explotación económica del copyright, marcas registradas y leyes de patentes. El copyleft permite a programadores voluntarios contribuir y sentirse involucrados en el desarrollo de software, formando parte de un proyecto mucho más grande, como el desarrollo del núcleo de un sistema operativo. Además, se aseguran de que cualquier derivado que surja de su esfuerzo en el futuro permanecerá accesible a ellos gracias al copyleft. Por consiguiente, el desarrollo de software con copyleft deja clara su
intención de nunca ocultar o abusar de cualquier conocimiento que se aporte. A su vez, el copyleft también garantiza que las compañías y programadores que se deciden a colaborar no puedan crear sus propias versiones privativas del trabajo para tomar ventaja sobre otros. En su lugar, la competitividad se basa en otros aspectos del suministro de productos comerciales con copyleft.

### Comercialización industrial
Los distribuidores comerciales de sistemas basados en GNU/Linux (como Red Hat y Mandrake) pueden haber tenido sus más y sus menos a la hora de encontrar una estrategia exitosa (o modelo de negocio) para sacar adelante sus negocios, pero con el tiempo ha quedado demostrado que es posible basar un negocio en un servicio comercial en torno a una creación con copyleft. Un ejemplo bien conocido es el de Mandrake, que fue una de las primeras compañías en tener éxito en sus negocios tras la implosión de grandes partes del mercado de la Tecnología de la Información (TI) a principios del siglo XXI. La compañía también logró convencer a los organismos gubernamentales para cambiar a su distribución de GNU/Linux.
Sin embargo, y dejando a un lado excepciones como Debian, la mayoría de distribuidores de GNU/Linux no limitan su negocio al software con copyleft. Parece no haber una verdadera razón por la cual, la explotación de servicios comerciales en torno a creaciones con copyleft, no pudiera ser posible en negocios a pequeña escala. Dicha estrategia, como concepto de negocio, no sería más compleja que la de hacer dinero con una receta para preparar café de "dominio público", y que tan satisfactoriamente han sabido explotar los propietarios de muchas cafeterías. UserLinux, un proyecto de Bruce Perens, apoyó la aparición de tales negocios a pequeña escala basados en software libre, es decir, programas informáticos con copyleft o con algún otro tipo de licencia libre.

### Comercialización artística
En arte, el concepto de "servicio comercial en torno a una creación con copyleft" puede ser (incluso) más difícil de poner en práctica que en el desarrollo de software. Las representaciones públicas podrían ser consideradas como una de las pocas posibilidades de proporcionar dichos "servicios".
La industria de la música, por ejemplo, parece haber encontrado un obstáculo a su desarrollo en los programas de intercambio de ficheros en redes P2P. La Fundación Frontera Electrónica (Electronic Frontier Foundation, EFF) propone algunas sugerencias para resolver este problema:
Licenciamiento voluntario colectivo:
Suena obvio: las principales casas discográficas podrían reunirse y ofrecer unas licencias justas y no discriminatorias para su música. A esto se le llama "licenciamiento voluntario colectivo", y es lo que se lleva practicando 70 años para mantener legal la radio y al mismo tiempo remunerar a los compositores. Protege a las estaciones de posibles pleitos mientras reúne el dinero por las canciones que estas reproducen.
Licencias individuales obligatorias: Si a los artistas, compositores y titulares de derechos de autor se les exigiera permitir la copia en línea a cambio de unos honorarios fijados por el gobierno, las compañías podrían arreglárselas sin problemas para reunir dichos honorarios, hacer la contabilidad y remitirlos a los artistas. El pago a cada artista no tiene que reflejar directamente lo que paga cada consumidor, siempre que el total entre todos los artistas y consumidores quede equilibrado.
Compartir los ingresos por publicidad: Sitios como Internet Underground Music Archive, EMusic.com, Soundclick, y Artistdirect.com ponen a disposición de los fanes un espacio donde escuchar flujos de música (streaming), descargar ficheros, y ponerse en contacto con los artistas. Mientras tanto, estos fanes ven publicidad cuyos beneficios se reparten entre el propio sitio y los titulares de los derechos de autor.
Suscripciones P2P: Algunos vendedores de software P2P podrían empezar a cobrar por su servicio. Los amantes de la música podrían pagar una cantidad fija por el software o por cada canción descargada. Los fondos podrían ser distribuidos a los artistas y titulares de derechos de autor mediante acuerdos de licencia con los estudios o firmas discográficas o a través de licencias obligatorias. En 2001, Napster se planteó este servicio de suscripción. Aunque las batallas legales de Napster contra la industria del disco lo dejaron fuera de juego, (junto con muchos otros sitios y sistemas P2P), los servicios de suscripción (como el iTunes Music Store de Apple) muestran que los consumidores están dispuestos a pagar por la música que descargan.
Patrocinio digital y propinas on-line: La contribución directa de los amantes de la música es una manera muy antigua de compensar a los artistas. Puesto que el contenido se ha transformado en digital, así debe hacerlo también la forma de pago. Con un bote de propinas en línea como el Amazon Honor System, los artistas pueden pedir donaciones directamente desde sus páginas web, en cantidades tan pequeñas como un dólar. Los sitios que ofrecen patrocinio como MusicLink y QuidMusic emergen con este propósito permitiendo a los consumidores seleccionar a los músicos y compositores que les gustaría apoyar. De cualquier forma, se proporciona a los consumidores un método fácil y seguro para dar dinero directamente a los artistas que admiran.
Impuestos por ancho de banda: Algunas personas han propuesto a los ISPs como puntos de recaudación por el intercambio P2P. Todo usuario de Internet obtiene acceso web a través de un ISP. La mayoría mantiene también un acuerdo financiero regular con alguno de ellos. A cambio de protección contra posibles pleitos o juicios, los ISPs podrían vender cuentas "autorizadas" (con un cargo extra) a los usuarios de P2P.
Tarifas sobre los medios: Otro lugar donde generar ingresos es en los medios físicos que se utilizan para almacenar la música. Canadá y Alemania gravan todos los discos grabables y distribuyen luego los fondos entre los artistas. En Estados Unidos tienen discos grabables con derechos pagados y discos de datos. Es difícil pagar a los artistas de forma precisa con este sistema por sí solo, pero otros datos (como estadísticas de las redes P2P, por ejemplo) podrían ayudar a la hora de hacer más justo el desembolso de los fondos.
Conciertos: Está comprobado, los conciertos son una enorme fuente de ingresos para los artistas. Algunos, como las bandas Grateful Dead y Phish, han construido sus carreras alrededor de sus giras, al mismo tiempo que animaban a sus fanes a grabar e intercambiar su música. La distribución por paridad encaja a la perfección con este modelo, constituyendo un sistema de distribución y promoción para aquellas bandas que eligen ganarse la vida en la carretera.
Algunos se muestran más firmes sobre el comercio de ideas y dicen: Las ideas no funcionan igual que los objetos. Si yo te doy un objeto físico dejó de poder usar y controlar dicho objeto, y puedo pedir algo a cambio, algún tipo de pago o compensación. En cambio, cuando te doy una idea, no pierdo nada. Aún puedo utilizar esa idea como desee. No necesito pedir nada a cambio.
Algunos artistas usan licencias, como Creative Commons BY-NC-SA, que no permiten un uso comercial. De esta manera, pueden escoger vender sus creaciones sin tener que competir con otras copias en venta del mismo trabajo.